# سید احمد امامی
سید احمد امامی (۱۲۷۳ تهران – ۱۳۷۰ تهران) دادستان کل کشور و وکیل دادگستری بود.

## خانواده و تحصیلات
سید احمد امامی در سال ۱۲۷۳ (ش) در تهران به دنیا آمد. او فرزند میرزا سید محمود فخرالفقها و نوه میرمحمدحسین سلطان امام جمعه اصفهان بود.
امامی پس از تحصیل علوم قدیمه و اصول فقه و کلام وارد مدرسه علوم سیاسی و لیسانس در رشته حقوق قضائی را در سال ۱۲۹۸ دریافت کرد.

## فعالیتهای اداری
او پس از ان وارد عدلیه شد و در مناسب گوناگون در آنجا فعالیت کرد. برخی از این مناسب عبارتند از :عضو امانت دادگاه بخش حضرت عبدالعظیم، عضو شعبه محکمه بدایت سیار، رئیس شعبه سوم دادگاه شهرستان مرکز، دادیار دادسرای دیوان عالی کشور، مدیر کل ثبت اسناد، مستشار دیوان عالی کشور، رئیس شعبه دیوان عالی کشور
امامی در سال ۱۳۳۲ ه‍.خ به سمت دادستان کل کشور انتخاب شد.